# Ceratina longiceps
Ceratina longiceps är en biart som beskrevs av Smith 1879. Ceratina longiceps ingår i släktet märgbin, och familjen långtungebin. Inga underarter finns listade i Catalogue of Life.